# Sweeney Todd: The Demon Barber of Fleet Street (film din 1936)
Sweeney Todd: The Demon Barber of Fleet Street este un film de groază britanic din 1936 regizat de George King. În rourile principale joacă actorii Tod Slaughter, Stella Rho și John Singer.

## Distribuție
- Tod Slaughter - Sweeney Todd
- Stella Rho - Mrs. Lovett
- John Singer - Tobias Ragg
- Eve Lister - Johanna Oakley

## Vezi și
- Listă de filme britanice din 1936